# Oranje dooiermos
Oranje dooiermos (Xanthoria calcicola) is een soort uit het geslacht dooiermos (Xanthoria). Het is een korstmos dat voorkomt op steen en soms op bomen. De fotobiont is een groene alg uit het geslacht Trebouxia.

## Determinatie

### Uiterlijke kenmerken
Oranje dooiermos is een bladvormig korstmos. Het thallus groeit in de vorm van kleine of grote rozetten, tot 9 cm in diameter, vaak versmeltend in meerdere, vrij stevig tegen het substraat gedrukt door het onderste oppervlak van de lobben, met in het midden isidiën. Rhizinen zijn afwezig. Bovenzijde donkeroranje tot rood of oranjebruin; de onderzijde is witachtig of lichtoranje. De lobben zijn 0,2 tot 0,4 mm dik, 5(–10)–5 mm lang en 0,5 tot 2 mm breed, gescheiden of gescheiden, gesloten tot overlappende marginale zones. De isidiën zijn klein, verspreid, wrattenachtig, papilloidvormig of lobvormig, tot 0,2–0,5 mm in diameter en 0,2 tot 0,4(–0,7) mm lang, ontwikkelen zich voornamelijk in het centrale, donkere en gerimpelde deel van de thallus. De apotheciën zijn schaars (misschien afwezig), 1–3 mm in diameter, ongesteeld, met een felgele schijf en een granulaire-isidiale thallusrand. Bij oudere exemplaren is de kans groter om apotheciën aan te treffen, 

### Microscopische kenmerken
De parafysen zijn bovenaan verdikt. De asci zijn knotsvormig en bevatten 8 sporen. De ascosporen zijn kleurloos, ellipsoïde of bijna bolvormig en meten 11–17 × 6–9 µm.
Het verschilt van andere vertegenwoordigers van het geslacht door de aanwezigheid van isidiën op het bovenoppervlak van de thallus.

## Ecologie
Oranje dooiermos groeit hoofdzakelijk epilitisch. Typische standplaatsen zijn muren, dijken, dakpannen, beton en eterniet. Op kalksteen en silicaatsteen, inclusief basalt, soms op een houtachtige ondergrond. De soort wordt steeds vaker ook op bomen langs wegen aangetroffen.

### Syntaxonomie

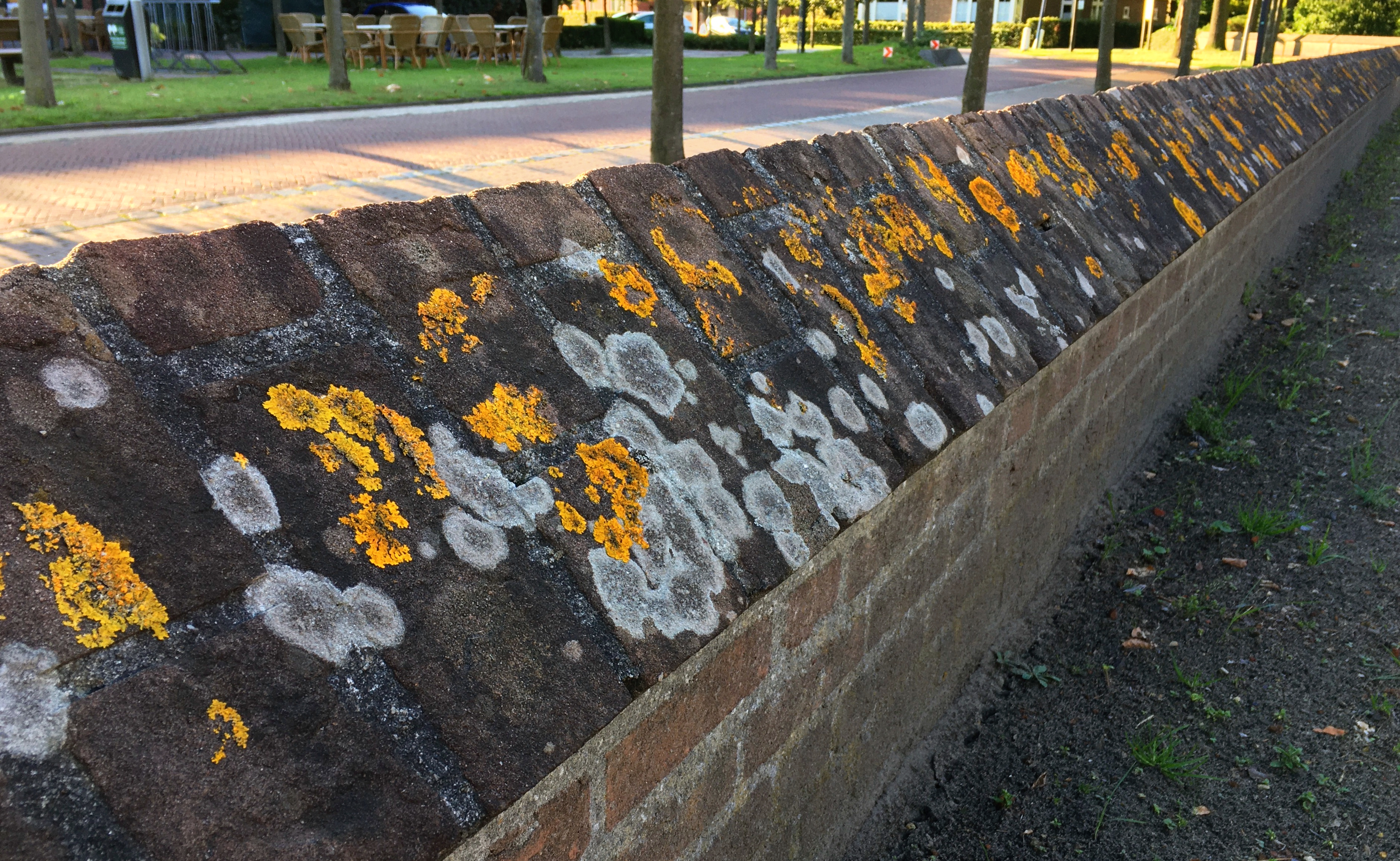
Oranje dooiermos in de associatie van oranje dooiermos op een ezelsrug.

In de syntaxonomie staat oranje dooiermos te boek als kensoort voor de associatie van oranje dooiermos (Xanthorietum calcicolae).

## Verspreiding
Het verspreidingsgebied van oranje dooiermos strekt zich uit over Europa, Azië, Noord-Amerika en Afrika. In Nederland is de soort algemeen, vooral in het noorden, midden en westen van het land.